# Josef Patzel
Josef Patzel (15. července 1876 Žatec – 20. května 1927 Opava) byl československý politik německé národnosti a poslanec Národního shromáždění.

## Biografie
Absolvoval vyšší gymnázium v Žatci. Studoval na Filozofické fakultě německé univerzity v Praze. Pak působil jako novinář v redakci listu Aussig-Karbitzer Volkszeitung a angažoval se v nacionálním hnutí. Za Rakouska-Uherska byl zpravodajem na Říšské radě ve Vídni a vydavatelem publikací Německé dělnické strany.
Po roce 1918 se přestěhoval do Duchcova a později do Doks. Podle údajů k roku 1925 byl profesí spisovatelem v Doksech. Ve 20. letech 20. století patřil mezi hlavní postavy nacistického hnutí v ČSR. V letech 1919–1927 byl předsedou zemské organizace DNSAP v Čechách, v letech 1925–1927 předsedou poslaneckého klubu strany. V roce 1926 vyjednával o možnosti vstupu DNSAP do československé vlády.
V parlamentních volbách v roce 1920 získal poslanecké křeslo v Národním shromáždění za Německou národně socialistickou stranu dělnickou (DNSAP). Mandát obhájil v parlamentních volbách v roce 1925. Později se stal předsedou poslaneckého klubu DNSAP a místopředsedou zemského vedení strany. Národní politika ho v nekrologu hodnotila jako politika radikálně opozičního, který ale dbal slušné formy svého parlamentního projevu.
Zemřel v květnu 1927 v Opavě, kde pobýval na návštěvě. Cestou se nachladil a podlehl chřipce. Po jeho smrti obsadil jeho poslanecké křeslo jako náhradník Josef Geyer.